# غيلبرت برات
غيلبرت برات (بالإنجليزية: Gilbert Pratt)‏ هو كاتب سيناريو ومخرج وممثل أمريكي، ولد في 16 فبراير 1892 في بروفيدنس في الولايات المتحدة، وتوفي في 19 ديسمبر 1954 في لوس أنجلوس في الولايات المتحدة.

## أعمال

### أفلام
- (1917) مقروص

## وصلات خارجية
- غيلبرت برات على موقع IMDb (الإنجليزية)
- غيلبرت برات على موقع أول موفي (الإنجليزية)
- غيلبرت برات على موقع قاعدة بيانات الأفلام السويدية (السويدية)
- غيلبرت برات على موقع قاعدة بيانات الفيلم (الإنجليزية)
- غيلبرت برات على موقع كينوبويسك (الروسية)